# 崇仁新村 (空翔區)

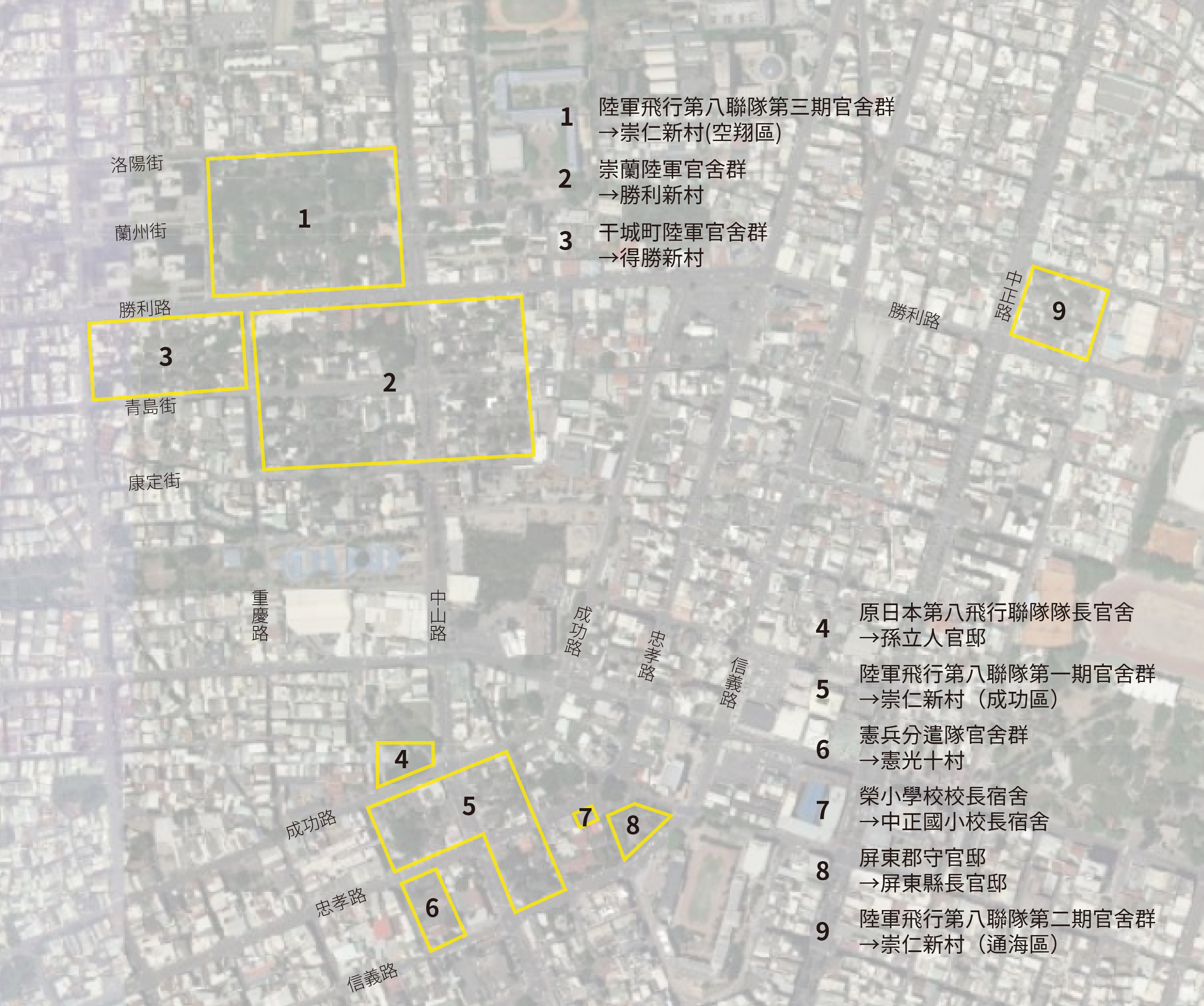
屏東市官舍分布

崇仁新村（空翔區），為屏東縣屏東市的日式建築群，其原為興建於1941年的日本第八飛行聯隊第三期官舍群，在戰後改作為空軍眷村崇仁新村空翔區，其中的31棟建物於2018年被登錄為屏東縣歷史建築。

## 介紹
陸軍飛行第八聯隊於1936年擴編為「陸軍第三飛行團」，為了因應人員編制擴增，而在1941興建了崇仁新村（空翔區）的此批日式建築群，屬於第三期興建的宿舍群，與其南側的干城町陸軍官舍群（得勝新村）為同時期的建築。此批宿舍群共有56棟宿舍，建築形式類似第二期興建的宿舍群（崇仁新村通海區），但因戰時的物資緊縮，其材料和空間皆較精簡。
戰後由國民政府空軍六聯隊接收此區宿舍，改稱為崇仁新村空翔區。2010年將洛陽街至博愛路之間的25棟宿舍改建為國宅大樓並於2015年完工。其餘位於迪化街、洛陽街、中山路、勝利路所包圍街廓內的31棟宿舍於2018年被登錄為屏東縣歷史建築。